# Algèbre de type fini
Pour les articles homonymes, voir Algèbre (homonymie).
En algèbre commutative, la notion d'algèbre de type fini est une première généralisation des anneaux de polynômes à un nombre fini d'indéterminées. Ces algèbres possèdent de bonnes propriétés relatives à l'anneau de base, et de bonnes propriétés absolues lorsque l'anneau de base est un corps. Les algèbres de type fini sur un corps sont les objets algébriques de base des variétés algébriques. 
Sur un corps k, attention à ne pas confondre une algèbre de type fini avec une extension de type fini qui n'est jamais de type fini en tant que k-algèbre sauf si c'est une extension finie.

## Définition
Si R est un anneau commutatif, une R-algèbre de type fini ou une algèbre de type fini sur R est une R-algèbre commutative A (c'est-à-dire un anneau commutatif unitaire muni d'un morphisme d'anneaux unitaires R → A) engendrée par un nombre fini d'éléments f1, … , fn (c'est-à-dire que tout élément de A s'écrit comme P(f1, … , fn), où P(X1, … , Xn) ∈ R[X1, … , Xn] est un polynôme). On écrit alors A = R[f1, … , fn]. Cette écriture n'explicite pas les éventuelles relations entre les générateurs f1, … , fn. 
Une R-algèbre est de type fini si et seulement si elle est isomorphe à un quotient d'un R[X1, … , Xn] par un idéal. 
Une notion plus restrictive, mais plus adaptée aux questions de finitude sur une base non nécessairement noethérienne est celle des algèbres de présentation finie ; ce sont des quotients de R[X1, … , Xn] par des idéaux de type fini.

## Propriétés élémentaires
- Tout quotient d'une algèbre de type fini par un idéal est une algèbre de type fini.
- Une algèbre de type fini sur anneau qui est lui-même une algèbre de type fini sur R est de type fini sur R.
- Pour toute algèbre S sur R, le produit tensoriel S⊗RA est de type fini sur S.
- Le produit tensoriel sur R de deux algèbres de type fini est de type fini.
- En général, une localisation d'une algèbre de type fini n'est pas de type fini (par exemple le corps des fractions de k[X] n'est pas une algèbre de type fini sur k).
- Si R est un anneau noethérien, toute algèbre de type fini sur R est noethérienne, et est de présentation finie.
- Supposons que R = k soit un corps et que A soit de type fini sur k. 
  - Pour tout idéal maximal m de A, le corps A/m est une extension finie de k. C'est le théorème des zéros de Hilbert.
  - Supposons de plus A intègre. Alors la dimension de Krull de A est égale au degré de transcendance du corps des fractions de A sur k.
  - Sous les hypothèses ci-dessus, la clôture intégrale de A dans une extension finie du corps des fractions Frac(A) est une algèbre de type fini sur k, et est fini sur A.
  - Si f : A → B est un morphisme de k-algèbres de type fini, alors l'image réciproque d'un idéal maximal est un idéal maximal.

## Référence
N. Bourbaki, Algèbre commutative, Masson, 1985, chap. III.1.